# ATP de Madri de 2013
O ATP de Madri de 2013 foi de tênis masculino disputado em quadras de saibro na cidade de Madri, na Espanha. Esta foi a 12ª edição do evento, realizada na Caja Magica.

## Distribuição de pontos e premiação

### Pontuação
| Evento  | V    | F   | SF  | QF  | Terceira rodada | Segunda rodada | Primeira rodada | Q  | Q2 | Q1 |
| Simples | 1000 | 600 | 360 | 180 | 90              | 45             | 10              | 25 | 16 | 0  |
| Duplas  | 1000 | 600 | 360 | 180 | 90              | 0              | —               | —  | —  | —  |

### Premiação
| Evento  | V        | F        | SF       | QF      | Terceira rodada | Segunda rodada | Primeira rodada | Q2     | Q1     |
| Simples | €638,500 | €313,070 | €157,570 | €80,120 | €41,610         | €21,935        | €11,645         | €2,750 | €1,390 |
| Duplas* | €197,730 | €96,800  | €48,560  | €24,920 | €12,880         | €6,800         | —               | —      | —      |

* por dupla

## Chave de simples

### Cabeças de chave
| País | Jogador            | Rank1 | Cabeça |
| ---- | ------------------ | ----- | ------ |
| SRB  | Novak Djokovic     | 1     | 1      |
| SUI  | Roger Federer      | 2     | 2      |
| GBR  | Andy Murray        | 3     | 3      |
| ESP  | David Ferrer       | 4     | 4      |
| ESP  | Rafael Nadal       | 5     | 5      |
| CZE  | Tomáš Berdych      | 6     | 6      |
| FRA  | Jo-Wilfried Tsonga | 8     | 7      |
| FRA  | Richard Gasquet    | 9     | 8      |
| SRB  | Janko Tipsarević   | 10    | 9      |
| CRO  | Marin Čilić        | 11    | 10     |
| ESP  | Nicolás Almagro    | 12    | 11     |
| CAN  | Milos Raonic       | 13    | 12     |
| GER  | Tommy Haas         | 14    | 13     |
| JPN  | Kei Nishikori      | 15    | 14     |
| SUI  | Stanislas Wawrinka | 16    | 15     |
| FRA  | Gilles Simon       | 17    | 16     |

- 1 Rankings como em 29 de abril de 2013

### Outros participantes
Os seguintes jogadores receberam convites para a chave de simples:
- Pablo Andújar
- Marius Copil
- Javier Martí
- Tommy Robredo

Os seguintes jogadores entraram na chave de simples através do qualificatório:
- Guillermo García-López
- Santiago Giraldo
- Robin Haase
- Tobias Kamke
- Jesse Levine
- Xavier Malisse
- João Souza

O seguinte jogador entrou na chave de simples como lucky loser:
- Marinko Matosevic

### Desistências
Antes do torneio
- Thomaz Bellucci (lesão abdominal)
- Juan Martín del Potro (vírus)
- Mardy Fish
- Philipp Kohlschreiber

Durante o torneio
- Tobias Kamke (lesão no quadril)

## Chave de duplas

### Cabeças de chave
| País | Jogador              | País | Jogador           | Rank1 | Cabeça |
| ---- | -------------------- | ---- | ----------------- | ----- | ------ |
| USA  | Bob Bryan            | USA  | Mike Bryan        | 2     | 1      |
| ESP  | Marcel Granollers    | ESP  | Marc López        | 7     | 2      |
| SWE  | Robert Lindstedt     | CAN  | Daniel Nestor     | 14    | 3      |
| PAK  | Aisam-ul-Haq Qureshi | NED  | Jean-Julien Rojer | 15    | 4      |
| BLR  | Max Mirnyi           | ROU  | Horia Tecău       | 18    | 5      |
| IND  | Mahesh Bhupathi      | IND  | Rohan Bopanna     | 21    | 6      |
| AUT  | Alexander Peya       | BRA  | Bruno Soares      | 32    | 7      |
| AUT  | Jürgen Melzer        | IND  | Leander Paes      | 43    | 8      |

- 1 Rankings como em 29 de abril de 2013

### Outros participantes
As seguintes parcerias receberam convites para a chave de duplas:
- Nicolás Almagro /  Oliver Marach
- Daniel Gimeno-Traver /  Daniel Muñoz de la Nava

A seguinte parceria entrou na chave de duplas como alternate:
- Juan Mónaco /  Horacio Zeballos

#### Desistências
Antes do torneio
- Santiago González (illness)

Durante o torneio
- Nicolás Almagro (lesão no quadril)

## Campeões

### Simples
- Rafael Nadal def.  Stanislas Wawrinka, 6–2, 6–4

### Duplas
- Bob Bryan /  Mike Bryan venceram  Alexander Peya /  Bruno Soares, 6–2, 6–3